# Мером-ха-Галиль
Мером-ха-Галиль — региональный совет в Израиле, основанный в 1950-м году.
На севере граничит с ливанской границей, на западе — с региональным советом Маале-Йосеф, на юге — с региональными советами Мисгав и Ха-Галиль-ха-Тахтон (Нижняя Галилея), на востоке — с региональными советами Эмек-ха-Ярден (Иорданская долина) и Ха-Галиль-ха-Эльон (Верхняя Галилея).
Простирается на площади 200,000 дунамов.
В состав совета входят следующие населённые пункты: кибуцы Парод и Инбар; мошавы Авивим, Альма, Амирим, Довев, Дальтон, Керем-Бен-Зимра, Кфар-Хошен, Кфар-Шамай, Мерон, Тфахот, Хазон, Шезор, Шефер; коммунальные посёлки Амука, Бар-Йохай, Бирия, Кадита, Каланит, Кфар-Хананья, Ливним, Ор-ха-Гануз; друзская деревня Эйн-аль-Асад и черкесская деревня Рихания.

## Население
По статистическим данным Центрального статистического бюро Израиля население регионального совета на 2024 год составляет 16 399 человек.